# کومو (میسیسیپی)
کومو (به انگلیسی: Como) شهرکی در ایالت میسیسیپی کشور ایالات متحده آمریکا است که جمعیت آن در سرشماری سال ۲۰۱۰ میلادی، ۱٬۲۷۹
نفر بوده‌است.